# Cathédrale de Gubbio
La cathédrale de Gubbio (en italien, Duomo di Gubbio) est le nom commun donné à la chiesa dei Santi Mariano e Giacomo martiri, la cathédrale du diocèse de Gubbio, en Ombrie (Italie).
L'édifice, accessible par la via ducale des pentes médiévales de la ville, est de style gothique ; sa construction initiale remonte au XIIe siècle sur l'emplacement d'un précédent bâtiment de l'an mille, terminé vers 1241 et remanié (rosace, nef centrale unique...) au cours des XVIe et XVIIIe siècles en style du baroque tardif.

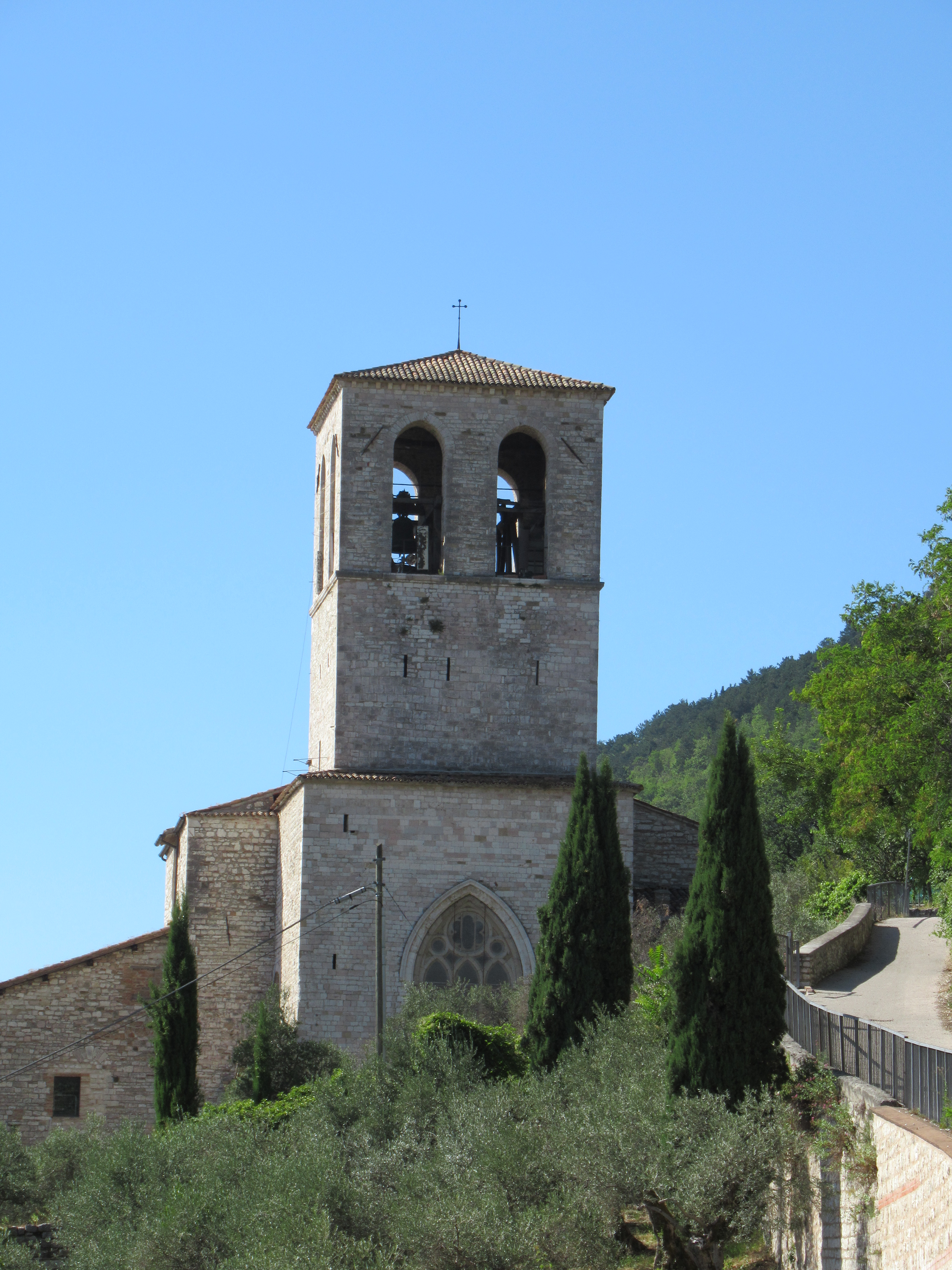
Le clocher.
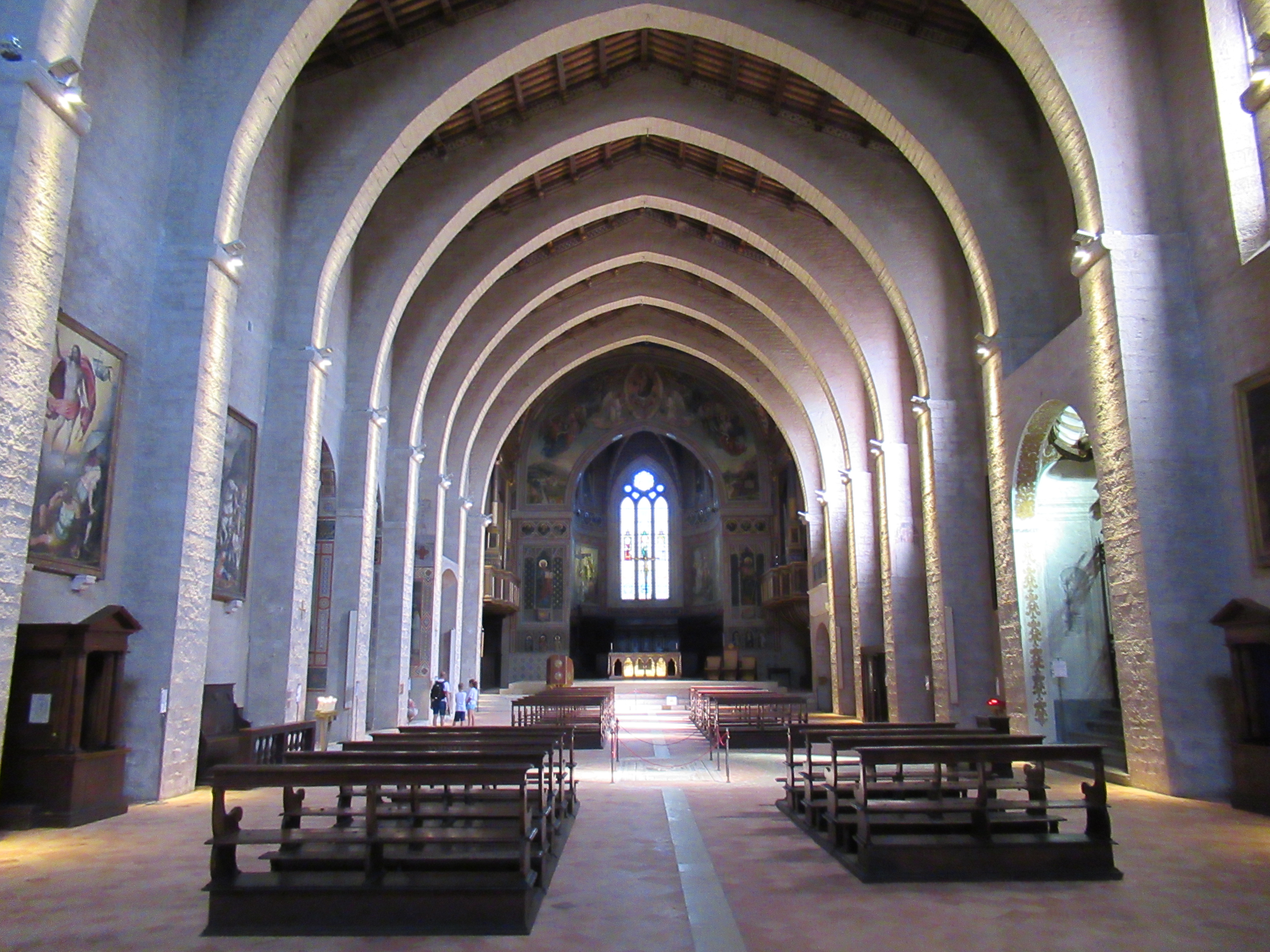
L'intérieur de la cathédrale.
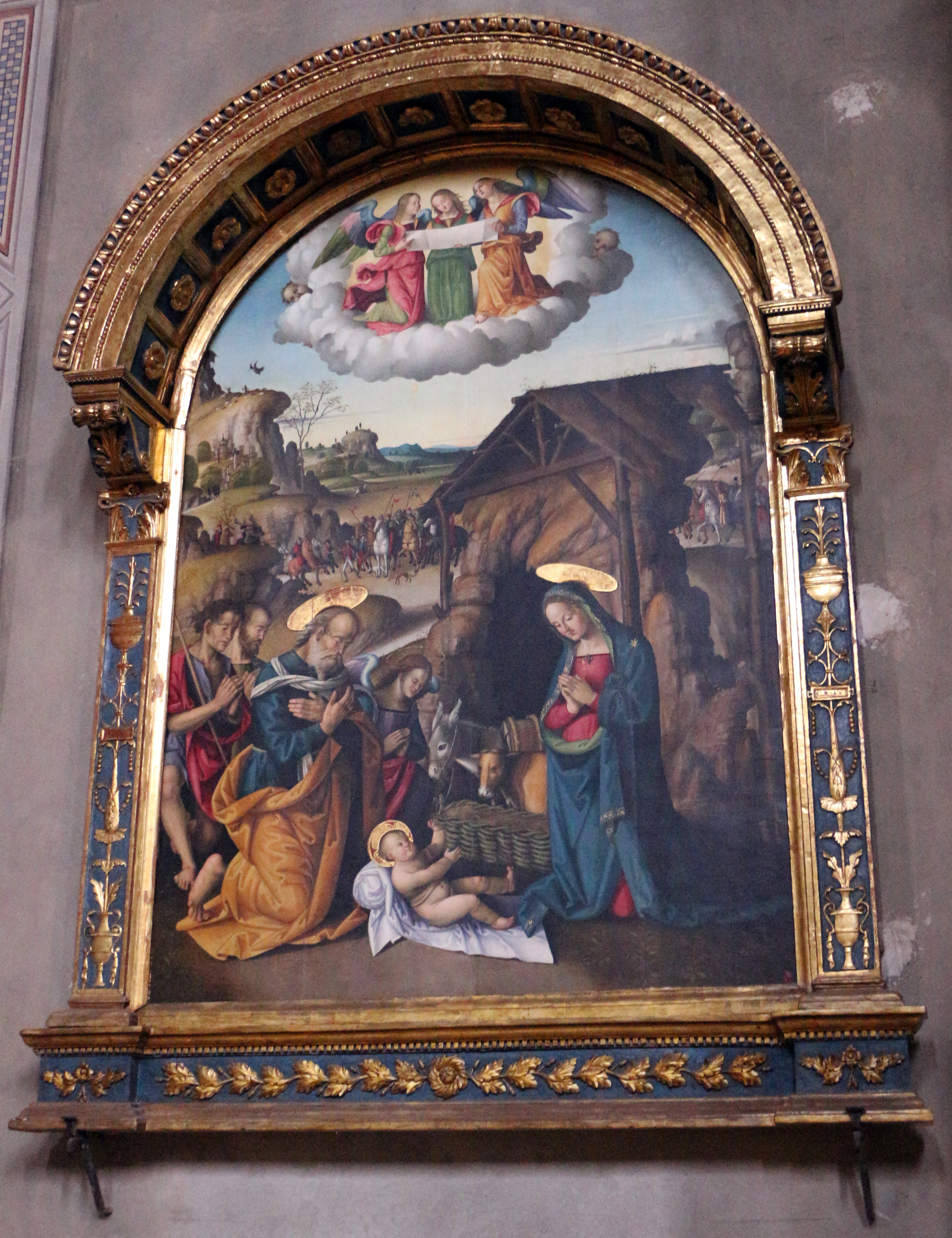
Nativité.

## Œuvres
- Pietà de Dono Doni,
- Marie-Madeleine de Timoteo Viti (1521),
- Madone en gloire de Sinibaldo Ibi (1507),
- Nativité de Giuliano Presutti (1521),
- Retables des frères Virgilio (1545-1621) et Benedetto Nucci (1515-1587).

### Articles liés
- Liste des cathédrales d'Italie
- Diocèse de Gubbio